# Frances Gray
Pour les articles homonymes, voir Gray.
Frances Ralph Gray (1861-1935), est une directrice d'école britannique. Elle est la première directrice de St Paul's Girls' School, de 1903 à 1927.

## Biographie
Frances Ralph Gray naît en 1861 à Roscrea, dans le comté irlandais de Tipperary, fille de James Gray, employé de bureau et de son épouse, Sarah Meredith. Sa famille est méthodiste, sa sœur, Sarah Gray est médecin. Elle est éduquée dans une école privée à Launceston, puis à l'école de filles de Plymouth. Elle est reçue avec mention très bien à l'examen d'entrée à l'université de Cambridge, dans les trois examens qu'elle présente, histoire et littérature anglaises, latin et grec, et économie politique et histoire constitutionnelle. Elle entre à Newnham College en 1880 et passe les tripos classiques en 1883. Elle obtient un master ad eundem de Trinity College, en tant que diplôme décerné aux Steamboat ladies.

## Activité professionnelles
Elle est recommandée au Westfield College par Constance Maynard et est nommée assistante au collège en 1883. Elle est notamment responsable de la bibliothèque du collège et des achats de livres, et est en désaccord avec Constance Maynard, qui a une vision plus restrictive que la sienne sur ce plan. Elle démissionne en 1885. Elle est directrice de St Katharine's, une école préparatoire de St Andrews, en Écosse, de 1894 à 1903. 
En 1903, elle est nommée première directrice de St Paul's Girls' School, une école ouverte la même année par la Worshipful Company of Mercers, la corporation des merciers de Londres. Elle obtient la construction d'une résidence pour les pensionnaires et d'une piscine (1911), mais doit renoncer à l'ouverture d'une école de formation des enseignants au sein de l'établissement. Bien qu'elle-même ait travaillé toute sa vie et alors que les jeunes filles des classes moyennes ont besoin de gagner leur vie, elle indique en 1922 dans le journal de l'école que le devoir d'une femme est d'être une ménagère. L'école envoie pourtant un grand nombre d'élèves à l'université, et les prépare dans cette perspective, mais Frances Gray met en garde contre les risques de compétition que peut procurer le système d'examens, et se prononce pour un système de contrôle continu. Elle est présidente de l'Association of Head Mistresses de 1923 à 1925, et présidente de la University Association of Women Teachers en 1921-1922. Elle est nommée juge de paix en 1920.
Lorsqu'elle prend sa retraite en 1927, l'école est établie comme l'une des principales écoles britanniques de filles. Elle est remplacée à la tête de St Paul's Girls' School par Ethel Strudwick. Elle meurt à son domicile de Grayshott, près de Hindhead, le 10 novembre 1935.

## Honneurs et distinctions
Elle est nommée officière de l'ordre de l'Empire britannique en 1926.